# دوري كونغو الديمقراطية الممتاز
دوري كونغو الديمقراطية لكرة القدم ويدعى أيضا لينافوت هي مسابقة سنوية لكرة القدم بين أندية الكونغو الديمقراطية .
البطل الحالي هو تي بي مازيمبي.